# Русполи, Алессандро
Алессандро «Дадо» Русполи (итал. Alessandro "Dado" Ruspoli; 1924—2005) — итальянский миллионер и плейбой, «светский лев» и актёр. В качестве главы рода Русполи носил титулы 9-го князя Черветере, 9-го маркиза Риано и 14-го графа Виньянелло. Существует версия, что именно Русполи и его образ жизни вдохновили Феллини на создание знаменитого фильма «Сладкая жизнь».

## Биография
Родился 9 декабря 1924 года в Риме в семье князя Франческо Русполи и его жены Клаудии Матараццо.
Его мать ушла из жизни, когда сыну было всего 9 лет, оставив немалое наследство. Благодаря деньгам и титулу Русполи не составило труда стать своим человеком в высшем свете. В 1950—1960-е годы Алессандро был завсегдатаем отелей, магазинов и ресторанов римской Виа Витторио-Венето, самой гламурной и официозной улицы столицы, которую так любили посещать звёзды кино, эстрады, спорта. В круг друзей князя входили Брижит Бардо, Сальвадор Дали, Трумен Капоте, Роже Вадим, Роман Полански, Эмманюэль Арсан и многие другие.
Его последняя жена и мать двоих сыновей (Тао и Бартоломео) австрийская актриса Дебра Бергер была моложе Русполи на 35 лет.
Ушёл из жизни 11 января 2005 года в возрасте 80 лет.

## Фильмография
- 1982 — Идентификация женщины — отец Мави
- 1990 — Крестный отец 3 — Ванни
- 1990 — Дом улыбок — Андреа
- 1991 — Безделье
- 1992 — Черешневый сад
- 1993 — Приключения молодого Индианы Джонса — профессор Рили
- 2000 — Приключения молодого Индианы Джонса: Ловушки Купидона — профессор Рили (хроника)
- 2002 — Просто дай знать
- 2007 — Марко Феррери. Режиссёр, который пришёл из будущего — камео (хроника)